# Anita Korva
Anita Korva  (* 12. April 1999) ist eine ehemalige finnische Skilangläuferin.

## Werdegang
Korva, die für den Kainuun Hiihtoseura startete, lief im Dezember 2015 in Vuokatti ihr erstes Rennen im Scandinavian-Cup, das sie auf dem 46. Platz über 10 km klassisch beendete. Bei den Nordischen Junioren-Skiweltmeisterschaften 2017 in Soldier Hollow wurde sie Vierte im Sprint. Ihr Debüt im Weltcup hatte sie im November 2017 beim Ruka Triple, das sie auf dem 68. Platz beendete. Im Januar 2018 wurde sie in Iisalmi finnische Juniorenmeisterin über 5 km klassisch, im Sprint und im Skiathlon. Bei den Nordischen Junioren-Skiweltmeisterschaften 2018 in Goms gewann sie die Bronzemedaille über 5 km klassisch und errang zudem den 11. Platz im Skiathlon und jeweils den vierten Platz im Sprint und mit der Staffel. Im folgenden Jahr gewann sie bei den Nordischen Junioren-Skiweltmeisterschaften in Lahti jeweils die Bronzemedaille im 15-km-Massenstartrennen, im Sprint und über 5 km Freistil. Zudem wurde sie dort Siebte mit der Staffel. Im Februar 2019 holte sie in Lahti mit dem 22. Platz im Sprint ihre ersten und einzigen Weltcuppunkte. Bei den folgenden Nordischen Skiweltmeisterschaften in Seefeld in Tirol belegte sie den 51. Platz im Sprint. In der Saison 2019/20 startete sie in Planica letztmals im Weltcup und kam bei den U23-Weltmeisterschaften 2020 in Oberwiesenthal auf den 44. Platz über 10 km klassisch sowie jeweils auf den 34. Rang im Sprint und im 15-km-Massenstartrennen.